# (134419) Hippothoos
(134419) Hippothoos, désignation internationale (134419) Hippothous, est un astéroïde troyen jovien.

## Description
(134419) Hippothoos est un astéroïde troyen jovien, camp troyen, c'est-à-dire situé au point de Lagrange L5 du système Soleil-Jupiter. Il présente une orbite caractérisée par un demi-grand axe de 5,257 UA, une excentricité de 0,177 et une inclinaison de 8,4° par rapport à l'écliptique.
Il est nommé en référence au personnage de la mythologie grecque Hippothoos, fils de Priam, acteur du conflit légendaire de la guerre de Troie.

## Compléments